# Вишеструко убиство у Житишту
Дана 2. јула 2016. године, Синиша Златић (рођ. 1978) наоружан јуришном пушком АК-47, око 01.40 ч иза поноћи отворио је ватру у башти кафеа „Лате Макијато” у Житишту. Убио је пет људи, укључујући бившу супругу Дијану Златић, а ранио двадесет и две особе. Злочин је починио јер је бившу супругу затекао у друштву другог мушкарца. Ухапшен је након вишеструког убиства и осуђен у Зрењанину на јединствену казну затвора од 40 година.

## Позадина
Србија има строге законе о оружју, али и једну од највећих стопа поседовања оружја по глави становника у свету. Србија је 2021. године, са процењених 39 оружја у приватном власништву на 100 становника, била трећа земља у свету у овој статистици, иза Сједињених Америчких Држава и Јемена. Уз етаблирану традицију поседовања оружја, многа домаћинства чувају ратне трофеје из ратова 20. века. Илегално оружје је постало широко распрострањено у неким земљама региона након југословенских ратова 1990-их.
Масовне пуцњаве су ретке у Србији, као и у ширем региону Балкана. У 21. веку су се догодила три ранија масовна убиства: у Јабуковцу 2007. године у коме је девет људи убијено, а пет рањено, у Великој Иванчи 2013. године. У Великој Плани 2019. године дошло је до покушаја пуцњаве у школи, али је починилац заустављен након што је испалио два метка у плафон.

## Пуцњава и жртве
Синиша Златић наоружан јуришном пушком калашњиков, око 01.40 ч отворио је ватру у башти кафића „Лате Макијато” за време „Пиле феста” који се сваке године одржава у Житишту. Златић је злочин починио због љубоморе, јер је у кафићу затекао бившу супругу Дијану у друштву Стевана Јојића. Угледавши то, Златић је отишао до куће по пушку, а потом се вратио у кафић и започео крвави пир. Потврђено је да је испалио 26 метака као и да је пуцао иза шанка на окупљене, те да је цев била окренута ка жртвама, што потврђује налаз вештака. Златић је пушку имао у илегалном поседу по наводима Небојше Стефановића, тадашњег министра Унутрашњих послова Републике Србије.
Златић је том приликом убио бившу супругу Дијану Златић, Стевана Јојића и Владимира Мијатовића из Житишта, Јовану Поповић из Банатског Карађорђева и Владимира Косовића из Равног Тополовца, а ранио двадесет и две особе. Радници и гости кафића „Лате Макијато” успели су да Златићу одузму оружје, а он је убрзо и ухапшен.
Укупно је збринуто 16 пацијената у 4 здравствена центра повређених у Житишту. Девет пацијената збринуто је у Зрењанину, два у Београду, три у Новом Саду, а два у Сремској Каменици.

## Реакције и пресуда
Потпредседник Покрајинске владе Војводине Ђорђе Милићевић истакао је у Зрењанину да ће покрајинска влада помоћи породицама пострадалих у стравичном злочину који се ноћас догодио у Житишту.
Тадашњи министар Унутрашњих послова Републике Србије Небојша Стефановић истакао је да је оваква ситуација била тотално неочекивана и да није било назнака које би указале да ће се оваква трагедија десити. Поред оптужбе за тешко убиство, Златић је одговарао и због недозвољеног поседовања оружја и експлозивних направа. На тавану његове куће у Житишту нађена је аутоматска и полуаутоматска пушка, као и више комада муниције различитог калибра.
Златићу је изречена јединствена казна затвора од 40 година, а за свако од два кривична дела везана за неовлашћено држање и употребу ватреног оружја и муниције, још по три године. У Вишем суду у Зрењанину након завршне речи свог браниоца, Златић је казао да његова намера није била да убије људе, да време не може вратити, те да му је искрено жао свих настрадалих и повређених.